# Tôn Nhất Phàm
Tôn Nhất Phàm (sinh ngày 1 tháng 5 năm 1989) là một cầu thủ bóng đá người Trung Quốc hiện tại thi đấu cho Thượng Hải Thân Hâm tại Giải hạng Nhất Trung Quốc.

## Sự nghiệp câu lạc bộ
Năm 2008, Tôn Nhất Phàm bắt đầu sự nghiệp bóng đá chuyên nghiệp khi anh gia nhập Thiểm Tây Ngạn Bá thi đấu tại Giải bóng đá Ngoại hạng Trung Quốc 2008. Tháng 2 năm 2009, anh chuyển đến thi đấu cho câu lạc bộ Giải hạng Nhất Trung Quốc Nam Xương Hành Nguyên. Ngày 24 tháng 7 năm 2010, anh có trận đấu ra mắt cho Nam Xương trong trận gặp Giang Tô Thuấn Thiên ở Giải bóng đá Ngoại hạng Trung Quốc 2010, vào sân từ băng ghế dự bị thay cho Triệu Tác Huấn ở phút 38.
Tháng 3 năm 2014, anh chuyển sang thi đấu cho đội bóng Giải hạng Ba Trung Quốc Mai Châu Khách Gia.

## Thống kê sự nghiệp
Thống kê chính xác tính đến trận đấu diễn ra ngày 3 tháng 11 năm 2018.
| Thành tích câu lạc bộ | Thành tích câu lạc bộ | Thành tích câu lạc bộ              | Giải đấu | Giải đấu  | Cúp     | Cúp       | Cúp Liên đoàn | Cúp Liên đoàn | Châu lục | Châu lục  | Tổng cộng | Tổng cộng |
| Mùa giải              | Câu lạc bộ            | Giải đấu                           | Số trận  | Bàn thắng | Số trận | Bàn thắng | Số trận       | Bàn thắng     | Số trận  | Bàn thắng | Số trận   | Bàn thắng |
| Trung Quốc            | Trung Quốc            | Trung Quốc                         | Giải đấu | Giải đấu  | Cúp FA  | Cúp FA    | Cúp CSL       | Cúp CSL       | Châu Á   | Châu Á    | Tổng cộng | Tổng cộng |
| --------------------- | --------------------- | ---------------------------------- | -------- | --------- | ------- | --------- | ------------- | ------------- | -------- | --------- | --------- | --------- |
| 2008                  | Thiểm Tây Ngạn Bá     | Giải bóng đá Ngoại hạng Trung Quốc | 0        | 0         | -       | -         | -             | -             | -        | -         | 0         | 0         |
| 2009                  | Nam Xương Hành Nguyên | Giải hạng Nhất Trung Quốc          | 9        | 0         | -       | -         | -             | -             | -        | -         | 9         | 0         |
| 2010                  | Nam Xương Hành Nguyên | Giải bóng đá Ngoại hạng Trung Quốc | 15       | 0         | -       | -         | -             | -             | -        | -         | 15        | 0         |
| 2011                  | Nam Xương Hành Nguyên | Giải bóng đá Ngoại hạng Trung Quốc | 21       | 0         | 1       | 0         | -             | -             | -        | -         | 22        | 0         |
| 2012                  | Nam Xương Hành Nguyên | Giải bóng đá Ngoại hạng Trung Quốc | 5        | 0         | 1       | 0         | -             | -             | -        | -         | 6         | 0         |
| 2013                  | Nam Xương Hành Nguyên | Giải bóng đá Ngoại hạng Trung Quốc | 6        | 0         | 1       | 0         | -             | -             | -        | -         | 7         | 0         |
| 2014                  | Mai Châu Khách Gia    | Giải hạng Nhất Trung Quốc          | 19       | 0         | 0       | 0         | -             | -             | -        | -         | 19        | 0         |
| 2015                  | Mai Châu Khách Gia    | Giải hạng Nhất Trung Quốc          | 0        | 0         | 0       | 0         | -             | -             | -        | -         | 0         | 0         |
| 2016                  | Thượng Hải Thân Hâm   | Giải hạng Nhất Trung Quốc          | 27       | 0         | 2       | 0         | -             | -             | -        | -         | 29        | 0         |
| 2017                  | Thượng Hải Thân Hâm   | Giải hạng Nhất Trung Quốc          | 25       | 1         | 2       | 0         | -             | -             | -        | -         | 27        | 1         |
| 2018                  | Thượng Hải Thân Hâm   | Giải hạng Nhất Trung Quốc          | 27       | 0         | 0       | 0         | -             | -             | -        | -         | 27        | 0         |
| Tổng cộng             | Trung Quốc            | Trung Quốc                         | 154      | 1         | 7       | 0         | 0             | 0             | 0        | 0         | 161       | 1         |